# 森特勒爾斯奎爾 (紐約州村)
森特勒爾斯奎爾（英語：Central Square）是位於美國紐約州奧斯威戈縣的村。

## 人口
根據2020年美國人口普查的數據，森特勒爾斯奎爾的面積為4.94平方千米，皆為陸地。當地共有人口1862人，而人口密度為每平方千米377人。